# Dejarte de amar
Dejarte de amar es el nombre del segundo álbum de estudio grabado por el grupo de pop/rock
mexicano Camila. Fue lanzado al mercado bajo el sello discográfico Sony Music Latin el 9 de febrero de 2010 y una edición especial del álbum también fue lanzada al mercado el 8 de febrero de 2011. Fue producido por el líder de la banda Mario Domm y coproducido por Javier Cordero alias el Javi escrito por Mario Domm y Mónica Vélez, el álbum se convirtió en un éxito en los Estados Unidos y México. El álbum fue certificado Disco de Platino en Estados Unidos por la RIAA y 4 veces Platino en México por AMPROFON. Fue grabado en México en Mamita Studio con temas sobre el amor, la soledad y la mentira. El álbum generó 6 sencillos: «Mientes», «Aléjate de mí», «Bésame», «Entre tus alas», «De mí» y «¿De qué me sirve la vida?». El álbum recibió críticas positivas por sus arreglos y composiciones.
El álbum alcanzó el número uno en el Billboard Top Latin Albums y Latin Pop Albums en los Estados Unidos además de estar más de 110 semanas en lista, y también alcanzó número uno en el Mexican Albums Chart. En 2010, recibió un Grammy Latino como «Mejor álbum vocal pop por un dúo o grupo» el jueves 11 de noviembre de 2010 y una nominación para el «Álbum del año». El primer sencillo, «Mientes», recibió dos premios Grammy Latino por «Canción del año» y «Grabación del año», además de un Premio Lo Nuestro por «Mejor canción del año». El álbum ganó un Premio Lo Nuestro en la categoría «Álbum pop latino del año» el jueves 17 de febrero de 2011. En México fue el álbum más vendido del año 2010.

## Personal

### Músicos
- Batería: Rodrigo Ortega
- Bajo: Emmanuel Garduño
- Guitarras Acústicas, Steel, Nylon, 12 Cuerdas y Eléctricas: Pablo Hurtado
- Voces y Coros: Samo
- Voces, Coros y Piano: Mario Domm
- Sintetizadores y Programación: Paco Pérez M.
- Percusión: Gerardo Balandrano
- Percusión Prehispánica en "De mi": Huehuetl, Teponatzles, Ayacaxtli de Ayoyo, Cayum Maya
- Flauta Wiru (De Amor) Lakota, Flauta de Carrizo, Ehecatl (Silbato de Ruido Blanco y Ocarinas: Rubén "Pastor" Pérez
- Darbuka: Rodrigo Ortega
- Gospel Coros en "Nada": Barbara Muñóz, Natalia Sosa y Marielos Labias
- Arreglos Musicales: Mario Domm, Pablo Hurtado, Samo, Rodrigo Ortega y Emmanuel Garduño
- Arreglos de Cuerdas: Rosino Serrano
- Contractor de Cuerdas: Suzie Katayama
- Concert Master: Ken Yerke
- Violines: Ruth Bruegger, Rebecca Bunnell, Susan Chatman, Mario DeLeón, Gerardo Hilera, Norman Huges, Sharon Jackson,

## Lista de canciones
- Edición estándar

| Dejarte de amar |                           |                                       |          |  |
| N.º             | Título                    | Escritor(es)                          | Duración |  |
| 1.              | «Mientes»                 | Mario Domm · Mónica Vélez             | 3:25     |  |
| 2.              | «Entre tus alas»          | Mario Domm · Paulyna Carraz           | 4:06     |  |
| 3.              | «Bésame»                  | Mario Domm · Mónica Vélez             | 4:12     |  |
| 4.              | «Maya»                    | Mario Domm · Mónica Vélez             | 2:57     |  |
| 5.              | «Dejarte de amar»         | Mario Domm · Mónica Vélez · Xuan Long | 3:36     |  |
| 6.              | «Aléjate de mí»           | Mario Domm                            | 4:19     |  |
| 7.              | «Me voy»                  | Pablo Hurtado                         | 3:38     |  |
| 8.              | «Nada»                    | Mario Domm · Mónica Vélez             | 2:57     |  |
| 9.              | «De qué me sirve la vida» | Samo                                  | 4:08     |  |
| 10.             | «Restos de Abril»         | Mario Domm · Mónica Vélez             | 3:58     |  |
| 11.             | «De mí»                   | Mario Domm                            | 4:41     |  |
| 41:55           |                           |                                       |          |  |

### Edición especial
| N.º | Título                                        | Duración |  |
| 12. | «Aléjate de mí» (Versión Bachata)             | 4:32     |  |
| 13. | «Bésame» (Paco Peres - Extended Mix)          | 5:21     |  |
| 14. | «Amor eterno»                                 | 4:36     |  |
| 15. | «Entre tus alas» (A dueto con Colbie Caillat) | 4:06     |  |

| Edición Especial - DVD |                                    |          |  |
| N.º                    | Título                             | Duración |  |
| 1.                     | «Mientes»                          | 3:36     |  |
| 2.                     | «Aléjate de mí»                    | 4:26     |  |
| 3.                     | «Aléjate de mí (Versión en línea)» | 4:19     |  |
| 4.                     | «Documental»                       | 24:27    |  |
| 5.                     | «Todo cambio (Sesión acústica)»    | 3:38     |  |
| 6.                     | «Mientes (Sesión acústica)»        | 3:27     |  |
| 7.                     | «Bésame (Sesión acústica)»         | 4:12     |  |
| 8.                     | «Aléjate de mí (Sesión acústica)»  | 4:18     |  |
| 9.                     | «De Mi»                            | 4:45     |  |
| 10.                    | «De Mi (Making Of Video)»          | 4:50     |  |

| Bésame (CD Single Italia) |                             |          |  |
| N.º                       | Título                      | Duración |  |
| 1.                        | «Bésame (Versión Italiano)» | 4:14     |  |
| 2.                        | «Mientes»                   | 3:26     |  |

## Charts y certificaciones

### Semanales
| Chart (2010)                  | Posición |
| ----------------------------- | -------- |
| Argentina Albums Chart        | 8        |
| Mexican Albums Chart          | 1        |
| Spanish Albums Chart          | 27       |
| US Billboard 200              | 64       |
| US Billbard Top Latin Albums  | 1        |
| US Billboard Latin Pop Albums | 1        |

| País           | Organismo certificador | Certificación   | Ventas certificadas | Ref.  |
| -------------- | ---------------------- | --------------- | ------------------- | ----- |
| Estados Unidos | RIAA                   | Platino (Latin) | 60,000              |       |
| México         | AMPROFON               | 2× Diamante     | 600,000             | [ 9 ] |